# Dong Nai
Il Dong Nai (in vietnamita: Sông Đồng Nai), noto anche come Donnai, è un fiume che nasce nella regione degli Altipiani Centrali (Cordigliera Annamita) del Vietnam meridionale, a nord-ovest di Đà Lạt. Nei pressi della sorgente il fiume presenta molte rapide e viene chiamato fiume Da Dung. Scorre verso ovest e sud-ovest per circa 480 km, congiungendosi al fiume Saigon a sud-ovest di Biên Hòa. In prossimità delle rapide di Tri An, a ovest di Định Quán, è raggiunto dal fiume Be. Il Nhim, un importante affluente del suo corso superiore, nasce a nord-est di Đà Lạt, sull'altopiano di Lam Vien, e presenta tre serie di rapide e cascate. Due di queste cascate, quelle di Lien Khuong e di Gu Gau, si trovano a valle di Phi Mum; la terza, quella di Pongour, appena ad ovest della confluenza del Nhim con il Dong Nai, viene sfruttata per la produzione di energia idroelettrica. Il Dong Nai, o Donnai, dette il suo nome al Donnai Superiore (Haute Donnai), una provincia dell'Indocina francese.